# Ich weiß, es wird einmal ein Wunder gescheh’n
Ich weiß, es wird einmal ein Wunder gescheh’n ist ein von Bruno Balz und Michael Jary geschriebener Schlager aus dem Jahr 1942. Gesungen wurde das Lied von der schwedischen Schauspielerin und Sängerin Zarah Leander in dem deutschen Liebes- und Propagandafilm Die große Liebe, bevor es als Single bei Odeon veröffentlicht wurde. Das Lied wurde in den Folgejahren zahlreich gecovert, darunter etwa 1983 von Nina Hagen oder 2002 von Wencke Myhre.

## Hintergrund und Veröffentlichung
Ich weiß, es wird einmal ein Wunder gescheh’n wurde von dem Schlager- und Filmkomponisten Michael Jary und dem Textdichter Bruno Balz für den deutschen Film Die große Liebe geschrieben, der 1942 von der UFA veröffentlicht wurde. Michael Jary und Bruno Balz waren während der NS-Zeit und ebenso danach erfolgreiche Komponisten bzw. Textdichter, die auch Propagandaminister Joseph Goebbels sehr schätzte. Die Gestapo verhaftete den homosexuellen Bruno Balz während der Arbeiten an den Filmtiteln im Jahr 1941, als er auf frischer Tat (damalige Sicht) mit einem jungen Mann ertappt worden war. Es folgte tagelange Folter im Gestapo-Hauptquartier und es drohte ihm die Schutzhaft im Konzentrationslager. Balz kam erst durch die Intervention von Jary wieder frei. Jary gab vor, dass er die von Goebbels für den Film benötigten Lieder als „Beitrag zur Kriegsanstrengung“ ohne seinen Partner Balz nicht zustande bringen kann. Noch in Haft oder in den ersten 24 Stunden danach schrieb er Davon geht die Welt nicht unter und Ich weiß, es wird einmal ein Wunder gescheh’n. Das Lied wurde von Zarah Leander mit dem Ufa-Tonfilm-Orchester in den Lindström Studios in Berlin aufgenommen und im selben Jahr zusammen mit dem ebenfalls aus dem Film stammenden Titel Mein Leben für die Liebe – Jawohl! bei Odeon auf Schellack-Platte veröffentlicht.
Der Film, in dem Zarah Leander und Viktor Staal die Hauptrollen spielten, wurde zum kommerziell erfolgreichsten Film im Dritten Reich. Zarah Leander ist in dem Film die populäre dänische Sängerin Hanna Holberg, die sich in den Jagdflieger Paul Wendlandt verliebt. Nachdem Wendlandt für den Kriegseinsatz abkommandiert wurde, verlieren sie sich teilweise aus den Augen und kommen durch die Umstände nicht mehr zusammen, bis Wendlandt abgeschossen und verwundet in ein Lazarett eingeliefert wird und sie endlich heiraten können.
Trotz ihrer Beteiligung an diesem und anderen Propagandafilmen der Nationalsozialisten behielt die in Schweden lebende Zarah Leander ihren Ruf als unpolitische Künstlerin und war nach dem Zweiten Weltkrieg weiterhin international populär und erfolgreich. Auch Michael Jary und Bruno Balz arbeiteten nach dem Zweiten Weltkrieg erfolgreich weiter.

## Text und Musik

Logo von Die große Liebe

Das Lied ist ein als ruhige Ballade vorgetragener Schlager. Begleitet wird der Gesang von einem Orchester sowie teilweise von einem Chor. Der Text dreht sich um die Sehnsucht nach einer großen Liebe, wodurch er sich mit dem Inhalt des Films deckt. Im Film trägt es Zarah Leander auf einer großen Bühne vor einem Publikum vor, der Chor bildet dabei die aufwendig gestaltete Kulisse und das Orchester spielt im Orchestergraben vor der Bühne, dirigiert von Paul Hörbiger in der Rolle des Komponisten Alexander Rudnitzky.
Das Lied beginnt mit dem Refrain, danach folgen zwei Strophen. Der Refrain folgt dem Reimschema ABAB:

„Ich weiß, es wird einmal ein Wunder gescheh’n

Und dann werden tausend Märchen wahr

Ich weiß, so schnell kann keine Liebe vergeh’n

Die so groß ist und so wunderbar.“

## Coverversionen
Ich weiß, es wird einmal ein Wunder gescheh’n wurde zusammen mit Davon geht die Welt nicht unter aus demselben Film zu einem der erfolgreichsten Schlager der NS-Zeit. Das Lied wurde und wird als Klassiker auch nach dem Zweiten Weltkrieg bis in die heutige Zeit häufig von verschiedenen Künstlern interpretiert und gecovert. Im Erscheinungsjahr 1942 und in direkter Folge erschienen mehrere Orchesterversionen des Liedes, weitere Interpretationen wurden in den 1950er und 1960er Jahren aufgenommen. 1983 erschien eine Fassung der Sängerin Nina Hagen als Hommage an Zarah Leander als Zarah (Ich weiß, es wird einmal ein Wunder geschehn), und bis in die Gegenwart werden neue Versionen des Liedes aufgenommen, etwa von Tim Fischer 1995, Wencke Myhre 2002 oder Géraldine Olivier 2018.

## Trivia
1949 besuchte Michael Jary ein Hamburger Varieté. Ein paar Tische weiter saß eine gutaussehende Dame mit Sonnenbrille. Als die Hausband das Lied Ich weiß, es wird einmal ein Wunder gescheh’n spielte, wies Jary den Kapellmeister höflich darauf hin, dass einige Takte völlig falsch intoniert wurden. Der Orchesterleiter fragte erbost, welchen Beruf der ihm unbekannte Besucher habe, und erhielt „Kaufmann“ als Antwort. Außerdem empfahl Jary dem Kapellmeister, die Dame am Nebentisch zu befragen. Dieser erstarrte, als er Zarah Leander erkannte. Jary setzte sich an das Klavier und spielte den Schlager richtig. Als der Orchesterleiter Jary ungläubig fragte, wie er als „Kaufmann“ so gut spielen könne, entgegnete Jary: „Ich bin zwar Kaufmann, doch ich verkaufe Schlager. Mein Name ist Michael Jary, und zufällig habe ich dieses Lied komponiert!“

## Belege
1. ↑  
Die große Liebe (1942) – Soundtracks in der Internet Movie Database (englisch); abgerufen am 27. Mai 2022.
2. ↑  Lebenslänglich verfolgt: § 175. In: Bruno Balz-Archiv Berlin. Abgerufen am 18. April 2021.
3. ↑  Wunder geschahen. In: profil.at. 29. Dezember 2011, abgerufen am 18. April 2021.
4. ↑  
Zarah Leander – Mein Leben für die Liebe - Jawohl! / Ich weiß, es wird einmal ein Wunder gescheh’n bei Discogs; abgerufen am 27. Mai 2022.
5. ↑  Erwin Leiser: Nazi Cinema. S. 61. ISBN 0-02-570230-0.
6. ↑  
Ich weiß, es wird einmal ein Wunder gescheh'n, Songtext von Zarah Leander auf songtexte.com, abgerufen am 25. Juli 2022.
7. 1 2  
Zarah Leander – Ich weiß, es wird einmal ein Wunder gescheh'n (1942) auf cover.info, abgerufen am 25. Juli 2022.
8. ↑  Michael Jary mußte es wissen.: Mein Film. Illustrierte Film- und Kinorundschau, Jahrgang 1949, S. 810 (online bei ANNO).